# Hugo Demarco
Pour les articles homonymes, voir Demarco (homonymie).
Hugo Demarco, né à Buenos Aires le 13 juillet 1932 et mort à Aubervilliers le 28 novembre 1995, est un artiste-peintre argentin.

## Biographie
Après une formation aux Beaux Arts de la capitale argentine, il vient s'installer en région Parisienne, puis à Paris.
Il participe au mouvement des peintres cinétiques contemporains sud-américains (Julio Le Parc, Jesús-Rafael Soto...). 
Ses travaux portent essentiellement sur la couleur et le mouvement, les fondements de l'Art cinétique. Il peint des toiles et crée des objets d'art motorisés à travers lesquels les perceptions du spectateur sont trompées. De nombreuses expositions personnelles lui ont été accordées à travers le monde, entre 1961 et 1989. Il n'a jamais cessé de créer et aujourd'hui encore ses œuvres sont exposées soit dans des collections publiques (musées), soit dans des expositions thématiques où il figure bien souvent aux côtés de Julio Le Parc, Horacio Garcia Rossi, Jesús-Rafael Soto, Carlos Cruz-Diez.
Il fut exposé à la galerie Denise René entre 1961 et 1993. Certaines de ses œuvres inachevées sont en cours de restauration.